# Joe Harper
Joseph Montgomery Harper, detto Joe (Greenock, 11 gennaio 1948), è un allenatore di calcio ed ex calciatore scozzese.
È stato una delle bandiere dell'Aberdeen. Con 199 reti in 300 incontri è primatista di reti con la maglia dell'Aberdeen.

## Carriera

### Club
Harper ha iniziato la sua carriera professionale con la squadra della sua città: il Morton, giocandoci per 3 anni con una brave parentesi all'Huddersfield Town.
Nel 1969, il manager dell'Aberdeen (Eddie Turnbull) ha pagato £ 40.000 per ottenere il passaggio di Harper all'Aberdeen. Nella sua prima stagione ha aiutato i Dons a vincere la Scottish Cup per la seconda volta nella loro storia battendo il Celtic 3-1 in finale. Durante gli anni settanta forma una prolifica coppia d'attacco assieme a Drew Jarvie. Harper ha rapidamente sviluppato una reputazione come grande marcatore e a seguito del record di 33 reti in 34 partite di campionato nella stagione 1971-72 è stato oggetto di tanto interesse da parte degli scout inglesi. In quella stagione grazie ai 33 gol ha ottenuto la Scarpa di Bronzo dietro Gerd Müller(40) e Antōnīs Antōniadīs(39).
L'Everton ha pagato £ 180.000 per le sue prestazioni nel dicembre 1972, ma in inghilterra le sue prestazioni sono calate e nei primi mesi del 1974 è tornato in Scozia con Hibernian, dove si era trasferito anche Eddie Turnbull. Pian piano ad Edimburgo Harper ha riscoperto la forma di quando era all'Aberdeen.
Nel 1976 tornò ad Aberdeen per £ 50.000 dove in 5 anni collezionò più di 100 presenze in campionato con 57 gol, vincendo nella stagione 1976/77 la League Cup e 1979/80 il campionato e perdendo la finale di coppa con il Rangers nel '78.
Joe con l'Aberdeen ha vinto anche la prima e l'ultima edizione della Drybrough Cup nel 1971 e nel 1980
In totale Harper ha segnato 199 gol (migliorato a 205) con l'Aberdeen. Di queste, 122 sono state segnate nel campionato, 70 nella coppa nazionale (compresa la Coppa Drybrough) e 7 in competizioni europee. Entrò a fare parte della "Hall of Fame", e questo gli valse il titolo di 'King of the Beach End'.
Nel 1981 Harper lascia il Pittodrie, più in generale il calcio giocato.

### Nazionale
Ha debuttato con la nazionale nell'ottobre del 1972 in trasferta contro la Danimarca subentrando nel secondo tempo a Jimmy Bone e segnando il 3º gol in un netto 4-1. La 2ª presenza avviene nel ritorno con la Danimarca un mese dopo. Il 3 settembre 1975 per pura coincidenza ritorna a giocare a Copenaghen vincendo 1-0 proprio con una sua rete; mentre nel 1978 partecipa con la Nazionale Scozzese ai Mondiali in Argentina giocando nella partita pareggiata contro l'Iran.

### Dopo il ritiro
Nel 1981 Harper è stato nominato allenatore del Peterhead militante nella Serie B scozzese. Ha aiutato i Blue Toon ad arrivare al secondo posto finale in campionato, ma il suo salario era troppo elevato per il club ed è stato sostituito fin dalla stagione successiva.
Harper può essere ascoltato su Aberdeen's Original 106, la stazione radio della loro squadra sportiva, che fornisce la copertura e l'analisi sulle partite dei Dons, il calcio in generale e le altre questioni sportive. 
Harper è stato anche un editorialista per l'Aberdeen Evening Express per 10 anni. 
Nel 2008, Harper insieme a Charlie Allan (giornalista sportivo per l'Evening Express) ha scritto la sua autobiografia. 
Nel 2009 Harper è stato nominato Presidente onorario del Club di Aberdeenshire Amateur League.

## Palmarès
- Campionato scozzese: 1

1979-80
- Coppa di Scozia: 1

1969-1970
- Coppa di Lega scozzese: 1

1976-77
- Drybrough Cup: 2

1971, 1980